# Зорлутуна, Халиде Нусрет
Халиде Нусрет Зорлутуна (1901 — 10 июня 1984) — турецкая поэтесса и писательница.

## Биография
Родилась в 1901 году в Стамбуле. Отец Халиде, журналист Мехмет Селим, был политическим противником партии «Единение и прогресс», после её прихода к власти подвергся преследованиям, поэтому Халиде почти его не видела. Её сестра Исмет Кюр (1916–2013) была педагогом и журналисткой.
В детстве получила частное образование в Киркуке. После начала первой мировой войны семья Халиде вернулась в Стамбул, там она поступила в женский лицей в Эренкёе. Во время учёбы там она познакомилась с двумя родственницами поэта Фарука Чамлыбеля. Чамлыбель написал стихи, в которых высмеял женщин-поэтов. В ответ Зорлутуна с подругами написали свои стихи. Этот инцидент принёс поэтессе определённую известность.
После первой мировой войны поступила в Стамбульский университет. Вследствие недостатка денег была вынуждена бросить университет и пойти работать учительницей. В связи с работой часто переезжала.
Умерла 10 июня 1984 года в Стамбуле.

### Личная жизнь
Состояла в браке с генералом Азизом Веджихи Зорлутуна. Дочь Халиде — писательница Эмине Ышинсу, также Халиде приходится тётей писательнице Пынар Кюр.

## Творчество
Произведения раннего периода творчества носят националистический оттенок и были написаны под влиянием Мехмета Юрдакула и Рызы Бёлюкбаши.
Одним из лучших произведений Халиде считается написанная ею в возрасте 18 лет поэма «Иди, весна» (тур. Git Bahar). В ней аллегорически отражены произошедшие незадолго до этого первая мировая война, а также оккупация Стамбула и Измира. Рассказчик, от лица которого ведётся повествование в поэме, приказывает приближающейся весне уходить прочь, заявляя, что сейчас время плакать и молиться, а не смеяться и пить.